# Mazda 787B

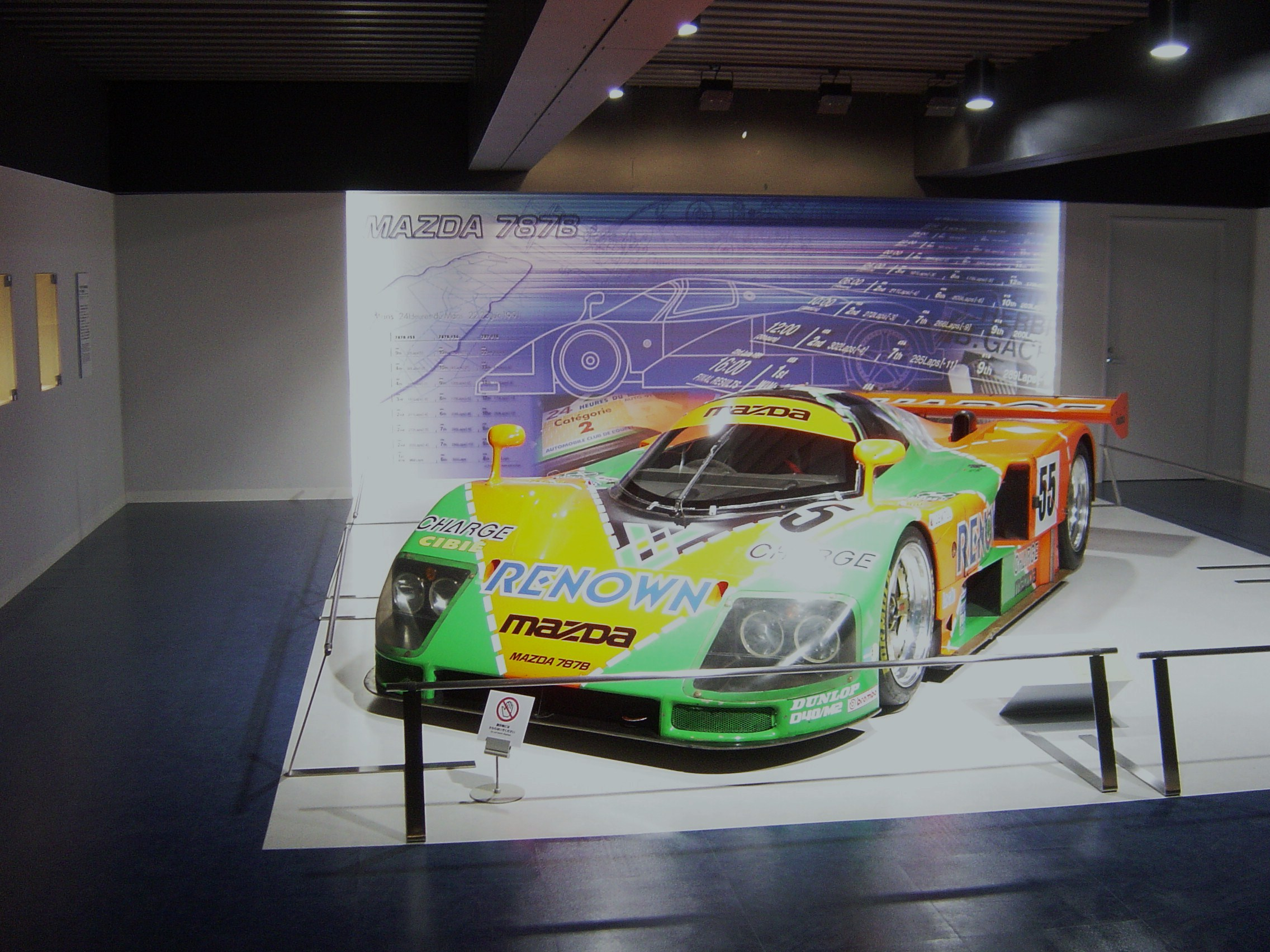
Mazda 787B på Mazdas museum.

Mazda 787B är en sportvagn som vann Le Mans 24-timmars 1991. Bilens motor, som är en wankelmotor, utvecklar över 700 hästkrafter.  
De som körde bilen 1991 var Volker Weidler, Johnny Herbert och Bertrand Gachot.
Det var Mazdas första år i Le Mans och efter segern beslöt FIA att förbjuda Wankelmotorn i tävlingen.